# Neocurtilla robusta
Neocurtilla robusta is een rechtvleugelig insect uit de familie veenmollen (Gryllotalpidae). De wetenschappelijke naam van deze soort is voor het eerst geldig gepubliceerd in 1996 door Canhedo-Lascombe & Corseuil.